# Yuma (Arizona)
Yuma ist eine Stadt mit Verwaltungssitz im Yuma County im US-Bundesstaat Arizona mit ca. 95.000 Einwohnern.
Yuma wird als die sonnigste Stadt der Welt, also mit den meisten Sonnenstunden, bezeichnet.

## Geografie
Die Stadt Yuma liegt am Colorado River und ist 8,3 km (nach Westen) sowie 28,8 km (nach Süden) von der mexikanischen Grenze entfernt. Die gesamte Stadtfläche beträgt 276,4 km², wovon 0,2 km² Wasserfläche ist.

## Geschichte
Es gab einige Indianerstämme in Yuma. Heute sind zu verzeichnen:
- Die Quechan haben eine Reservation auf der anderen Seite des Colorado River.
- Die Cocopah haben drei Reservationen in der Stadt.

1540 wurde der Ort während einer Expedition unter Hernando de Alarcón und Melchior Díaz entdeckt, die sofort sahen, dass hier eine ideale Lage für eine Stadt sei. Die Stadt gehörte zu Mexiko, bis sie 1854 durch den Gadsden-Kauf zum Territorium der USA hinzugefügt wurde. In den Jahren 1854 bis 1858 trug die Stadt den Namen Colorado City, in den Jahren 1858 bis 1873 Arizona City. In den 1870er Jahren wurde die Bahnlinie Yuma–Los Angeles von der Southern Pacific Transportation gebaut. Sie wird heute von der Union Pacific Railroad nur noch für den Güterverkehr genutzt.

### Historische Gebäude
In Yuma steht das historische Brown House.

## Einwohnerentwicklung
| Jahr | Einwohner¹ |
| ---- | ---------- |
| 1980 | 43.950     |
| 1990 | 56.966     |
| 2000 | 77.515     |
| 2010 | 93.064     |
| 2020 | 95.548     |

¹ 1980–2020: Volkszählungsergebnisse
Yuma hat damit ein für die Region typisches relativ hohes Bevölkerungswachstum, ähnlich wie etwa Las Vegas, Nevada.

## Klima
|                       | Jan  | Feb  | Mär  | Apr  | Mai  | Jun  | Jul  | Aug  | Sep  | Okt  | Nov  | Dez  |   |      |
| Mittl. Tagesmax. (°C) | 20,4 | 23,6 | 26,1 | 30,2 | 34,6 | 39,6 | 41,4 | 40,7 | 38,1 | 32,4 | 25,2 | 20,3 | ⌀ | 31,1 |
| Mittl. Tagesmin. (°C) | 6,8  | 8,3  | 10,4 | 13,6 | 17,7 | 22,2 | 27,1 | 26,7 | 22,9 | 16,8 | 10,5 | 6,8  | ⌀ | 15,9 |
|                       |      |      |      |      |      |      |      |      |      |      |      |      |   |      |
| Niederschlag (mm)     | 8,9  | 5,6  | 5,3  | 3,6  | 1,0  | 0,5  | 6,6  | 16,3 | 7,9  | 7,4  | 6,1  | 11,4 | Σ | 80,6 |
|                       |      |      |      |      |      |      |      |      |      |      |      |      |   |      |
| Regentage (d)         | 1,4  | 1,1  | 1,1  | 0,6  | 0,3  | 0,1  | 0,8  | 1,7  | 0,9  | 0,8  | 1,0  | 1,7  | Σ | 11,5 |

| 6,8 |

| 8,3 |

| 10,4 |

| 13,6 |

| 17,7 |

| 22,2 |

| 27,1 |

| 26,7 |

| 22,9 |

| 16,8 |

| 10,5 |

| 6,8 |

| 6,8 |

| 8,3 |

| 10,4 |

| 13,6 |

| 17,7 |

| 22,2 |

| 27,1 |

| 26,7 |

| 22,9 |

| 16,8 |

| 10,5 |

| 6,8 |

Yuma ist mit etwa 340 Sonnentagen (93,09 %) pro Jahr der Ort mit den durchschnittlich meisten Sonnenstunden weltweit. Die Durchschnittstemperatur beträgt 23,4 Grad Celsius, im Sommer übersteigt sie regelmäßig die 40-°C-Marke. Durchschnittlich fallen nur 81 mm Niederschlag im Jahr.

## Sehenswürdigkeiten
In Yuma liegen mehrere Arizona State Parks:
- Yuma Crossing State Historic Park
- Yuma Territorial Prison State Historic Park

## Verkehr
Yuma wird von der Interstate 8 tangiert. Außerdem verlaufen durch die Stadt der U.S. Highway 95 und die Arizona State Route 280. Südlich von Yuma befindet sich der Yuma International Airport.

## Söhne und Töchter der Stadt
- Lionel C. McGarr (1904–1988), Generalleutnant der United States Army
- César Chávez (1927–1993), Gründer der Landarbeitergewerkschaft United Farm Workers
- Curtis Lee (1939–2015), Rock-’n’-Roll-Sänger
- Curley Culp (1946–2021), American-Football-Spieler
- Betsy Pecanins (1954–2016), mexikanische Sängerin

## Städtepartnerschaften
- Słubice, Polen
- Frankfurt (Oder), Deutschland

## In den Medien
Yuma ist Namensgeber des Westernfilms Zähl bis drei und bete (3:10 to Yuma) und dessen Neuverfilmung Todeszug nach Yuma.